# Lev Bulgaria
Bulgaria Lev (tiếng Bulgaria: лев) là một loại tiền tệ được phát hành tại Bulgaria. Số tiền tệ BGN. Đồng xu Stoyanji. 1 Lev=100 Stowenki. Trong tiếng Bulgaria cổ, "Lev" có nghĩa là một con sư tử. Vào ngày 5 tháng 7 năm 1999, Bulgari Lev đã thực hiện thay đổi mệnh giá và đổi lại theo tỷ lệ 1000:1. Tỷ giá hối đoái của Lev mới được liên kết với nhãn hiệu Đức, 1 mark=1 lev. Sau khi đồng tiền Đức được thay thế bằng đồng euro, tỷ giá hối đoái Lev được chốt bằng đồng euro và 1 euro=1.95583 leva.